# Osvald Toth
Osvald Toth (Petrijanec kraj Varaždina, 3. prosinca 1905. – Sydney, Australija, 15. ožujka 1970.) - hrvatski svećenik, franjevac, osnivač franjevačkoga samostana u Bjelovaru, hrvatskih katoličkih župa u Australiji, misionar u Južnoj Americi
Rodio se 1905. u Petrijancu kao Stjepan Toth Debeljak. Debeljak je djevojačko ime njegove majke Alojzije. Osvald je njegovo redovničko ime, koje je dobio, kada je stupio u franjevački red 1920. godine. Završio je studij teologije i filozofije u Paderbornu u Njemačkoj. Zaređen je za svećenika 5. travnja 1930. godine.
Službovao je u Varaždinu, bio je profesor njemačkoga jezika, voditelj zbora i pomoćni prefekt. U Bjelovaru je od 1934. godine. Stanovao je u bjelovarskoj bolnici i imao službu bolničkog i vojnog svećenika te duhovnika za časne sestre milosrdnice koje su radile u bolnici i uređivale bolničku kapelicu. Pomagao je sirotinji, bavio se fotografijom i svirao orgulje. Započeo je i dovršio izgradnju franjevačke crkve i samostana u Bjelovaru 1935. i 1936. godine. Tako je ostvaren dugogodišnja ideja, koja je započela još 1913. inicijativom bjelovarskog župnika Ivan Göszl te dr. Rudolfa Vimera koji je 1920. godine darovao 100.000 kruna za gradnju. Jugoslavenske vlasti nisu odobravale djelatnost Osvalda Totha, pa je premješten u Viroviticu 1936. godine. Kasnije je službovao u Zagrebu, Čuntiću i na Trsatu. 
Na početku II. svjetskog rata skrbio je za hrvatske radnike u Njemačkoj. Upravljao je župom Zrin na na Banovini 1942. godine. Četnici su ga zarobili, ali im je pobjegao. Crkva u Zrinu je uništena, a hrvatsko stanovništvo protjerano i pobijeno. Na kraju II. svjetskog rata bio je u koloni za Bleiburg. Pobjegao je u Italiju, gdje je pomagao hrvatskim izbjeglicama. Zbog straha od jugoslavenskih komunističkih vlasti promijenio je ime u Rok Rimac [da nije Rok Romac?] i otputovao u Argentinu 1947. godine. 
U Boliviji je djelovao kao misionar među autohtonim stanovništvom zajedno s još nekoliko hrvatskih franjevaca. Hrvati iz Australije pozvali su zbog nedostatka svećenika. Od 1955. boravio je u Perthu, Melbourneu i Adelaidu. Putovao je i služio svete mise, osnivao je hrvatske katoličke župe i predavao u školama. Uređivao je novine "Dom: Glasnik Hrvata Australije i Oceanije". Od 1957. do 1970. živio je Sydneyu. Izgradio je crkvu sv. Ante, koja je bila prva hrvatska katolička crkva u Australiji. Izgradio je i crkvu u čast Majke Božje Bistričke. U početku svog djelovanja bio je jedini hrvatski svećenik u Sydneyu. Umro je 15. ožujka 1970. u Sydneyu. Na pokopu je bilo mnogo svećenika i vjernika. Po njemu je nazvana ulica u Bjelovaru. 